# Elizabeth Noble Shor
Pour les articles homonymes, voir Noble (homonymie) et Shor (homonymie).
Elizabeth Noble Shor (21 avril 1930 - 13 octobre 2013) est une historienne et scientifique américaine. Elle fait toute sa carrière au Scripps Institution of Oceanography (Scripps) à La Jolla, en Californie.

## Biographie

### Enfance et formation
Elizabeth Louise Noble ("Betty Lou" ou "Betty") naît à Boston le 21 avril 1930,, fille de James Alexander Noble, professeur de géologie, et de Marion Louise Goldthwaite. Elle passe la majeure partie de son enfance dans le Dakota du Sud, après que son père y soit devenu géologue en chef pour la Homestake Mining Company. Elle obtient son diplôme de fin d'études secondaires à Lead, dans le Dakota du Sud, en tant que major de promotion. Sa famille déménage à Pasadena, en Californie, après que son père soit devenu professeure de géologie minière à l'Institut de technologie de Californie (Caltech) en 1947. Elle fréquente le Pasadena City College pendant un an, avant d'être transférée au Wellesley College de Wellesley, dans le Massachusetts, pour y étudier la zoologie pendant deux ans,.
Elizabeth Shor rencontre son mari George Elizabeth Shor alors qu'il est étudiant à Caltech et l'épouse à Pasadena. Le couple s'installe au Texas en 1950,,. Après avoir travaillé quelque temps dans l'exploration pétrolière au Texas, George Elizabeth Shor retourne à Caltech en 1951 pour son travail de doctorat en sismologie et géologie sous la direction de Charles Richter, obtenant son diplôme en 1954. Les travaux de doctorat de son mari utilisaient des tirs d'explosifs pour mesurer la discontinuité de Mohorovicic, la couche limite entre la croûte terrestre et le manteau. En 1952, un tremblement de terre majeur inonde le laboratoire de Richter avec plus de données qu'il ne peut en traiter. Alors que Shor visite le laboratoire avec son fils en bas âge, elle commence à poser des questions sur le travail, et Richter l'engage comme assistante de laboratoire. Un tel emploi rémunéré dans le domaine scientifique est inhabituel pour les femmes à l'époque, et il permet à Shor d'entreprendre une carrière de chercheuse.
Elizabeth Shor suit son mari à l'Institut océanographique Scripps en 1953 et devient une historienne réputée du lieu.

### Carrière au Scripps
Lorsque les Shor arrivent à Scripps en 1953, la communauté du lieu est petite et soudée. Sa population en 1952, comprenant les scientifiques, le personnel et les étudiants, compte 415 personnes et Roger Revelle est directeur. Elizabeth Shor se joint au groupe de soutien des épouses Oceanids, très animé, qui va avoir un grand impact sur la vie à Scripps, ainsi que sur ses institutions, et sur celle de l'université de Californie à San Diego lorsqu'elle est fondée une décennie plus tard. Shor joue un rôle actif dans les activités de la communauté, développe un intérêt pour l'écriture historique et poursuit sa carrière en tant qu'assistante de laboratoire. Shor écrit une histoire des Océanides en 1982. Son expérience et ses connaissances de l'histoire de Scripps ont été reconnues. Comme l'a déclaré D. Day, historien ultérieur de Scripps, « Betty était la mémoire vivante de l'institution ».

#### Travail pour Carl L. Hubb
À partir de 1962, Betty Elizabeth Shor travaille comme assistante de laboratoire pour l'ichtyologiste Carl L. Hubbs au Scripps. Après sa mort en 1979, elle conserve ses dossiers et sa bibliothèque,, qu'elle transfère aux archives du Scripps en 1980. Avec R. H. Rosenblatt et J. D. Isaacs, Betty Shor co-écrit une biographie de Hubbs pour la National Academy of Sciences, publiée en 1987.

#### Projet Mohole
Le projet Mohole vise à obtenir un échantillon de la discontinuité de Mohorovicic (Moho) en forant dans une région océanique profonde. Sous les continents, la discontinuité est trop profonde pour être atteinte par forage, mais sous les régions océaniques profondes, elle est moins profonde. Néanmoins, les forages en eaux profondes n'ont jamais été couronnés de succès auparavant, et le projet doit forer 3 à 6 miles supplémentaires sous le fond de la mer pour atteindre le Moho. Le projet est initialement dirigé par un groupe de scientifiques appelé American Miscellaneous Society, avec un financement de la Fondation nationale pour la science, dont Walter Munk et Roger Revelle du Scripps.
Après que le projet ait obtenu une première subvention pour une étude exploratoire en 1958, le mari d'Elizabeth Shor s'implique en raison de ses récents travaux sur les mesures sismiques de la discontinuité du Moho. En effet, il peut suggérer le premier site de forage approprié près de l'île Guadalupe, au Mexique. George Shor sert de chercheuse principal pour le projet. Lui et Russell Raitt contribuent é à plusieurs comités Mohole et mènent des expéditions dans les îles hawaïennes pour déterminer le meilleur emplacement de forage pour le projet. Le projet souffre d'une opposition politique et scientifique, d'une mauvaise gestion et de dépassements de coûts. La Chambre des représentants des États-Unis le défraie en 1966.

#### Une histoire de Scripps
Elizabeth Shor est engagée par le directeur de l'époque, William Nierenberg, pour écrire une histoire du Scripps. Elle publie une histoire définitive de l'institution en 1978, Scripps Institution of Oceanography : Probing the Oceans 1936 to 1976. Dans le cadre de la collecte de matériel pour ce livre, elle établit également les archives de l'ensemble de l'institution.

#### Expéditions au Scripps
Tout au long de sa carrière au Scripps, le mari d'Elizabeth Shor est le scientifique en chef de nombreuses expéditions de recherche dans le monde entier, en commençant par des expéditions géophysiques dans le golfe d'Alaska. Il dirige la première expédition du Scripps dans l'océan Indien en 1960. De 1971 à 1992, Shor l'accompagne fréquemment dans ses expéditions ; elle participe activement aux croisières.

### Vie personnelle
Elizabeth Shor est mariée à George Elizabeth Shor, géophysicien de Scripps, pendant 59 ans. Ils ont une fille et deux fils. Ils développent un intérêt pour le bambou, notamment pour son utilisation en tant que matériau structurel pour les planchers, les meubles et d'autres applications et sont des membres actifs de l'American Bamboo Society pendant de nombreuses années,.
Elle prend sa retraite de Scripps en 1983, tout en maintenant son activité pour l'institution. George Elizabeth Shor meurt le 3 juillet 2009 et Betty Elizabeth Shor meurt, à l'âge de 83 ans, le 13 octobre 2013 au domicile de son fils à Honolulu, à Hawaï.

## Honneurs
Les contributions d'Elizabeth Shor au Scripps et à l'océanographie sont honorées lorsque le Scripps Institution of Oceanography a donné son nom à un guyot, un mont sous-marin à sommet plat. Betty Guyot est situé à 29°20'N, 174°00'W au nord-ouest des îles Hawaï dans le Pacifique central.

## Livres
- [18].
- [19].
- [20].
- [21].
- [22].